# Donald Glover
Donald McKinley Glover Jr. (* 25. září 1983 Edwardsova letecká základna, Kalifornie), také známý pod svým uměleckým jménem Childish Gambino, je americký herec, scenárista, komik, rapper, zpěvák a hudební producent. Do širokého povědomí se dostal díky spolupráci s Derrick Comedy a později se stal scenáristou seriálu Studio 30 Rock. V letech 2009 až 2014 ztvárnil roli Troye Barnese v televizním seriálu stanice NBC Zpátky do školy a jeho popularita postupně rostla i díky stand-up komedii, rapování a zpěvu. V roce 2011 podepsal smlouvu se společností Glassnote Records, kde 15. listopadu 2011 vydal své první album s názvem Camp. V roce 2019 obdržel jako první rapper cenu Grammy za píseň roku, vedle ní získal v témže ročníku ještě tři další Grammy.

## Biografie

### Dětství
Donald McKinley Glover se narodil na Edwardově letecké základně v Edwardsu, stát Kalifornie, ale vyrostl ve státě Georgie. Jeho otec pracuje jako pracovník na poště a matka vede centrum denní péče. Jeho rodiče jsou také pěstouni a Svědkové Jehovovi. Což způsobilo, že Donald musel své nadšení pro herectví skrývat. Glover promoval na New York University s diplomem z dramatického psaní v roce 2006.

### Hudební kariéra
Jeho debutového alba Camp (2011) se v první týden prodeje v USA prodalo 52 000 kusů a tím obsadilo 11. příčku v Billboard 200. Celkem se ho prodalo 243 000 kusů.
Druhé album Because the Internet bylo vydáno v prosinci 2013 a o první týden se ho prodalo 96 000 kusů, čímž debutovalo na 7. příčce. Celkem se ho v USA prodalo 322 634 kusů. Z alba pochází singly "3005" a "Crawl", oba se umístily v druhé polovině žebříčku Billboard Hot 100. V únoru 2016 RIAA změnila pravidla udělování certifikací a nově do celkového prodeje započítávala i audio a video streamy. Jen díky tomu album získalo certifikaci zlatá deska.
V říjnu 2014 vydal nezávislé EP Kauai, na kterém s ním spolupracoval rapper a herec Jaden Smith. V první týden prodeje se v USA prodalo 16 000 kusů a EP tím debutovalo na 18. příčce amerického žebříčku. Za videoklip k písni "Sober" obdržel ocenění mtvU Woodies Award.
V prosinci 2016 vydal své třetí album Awaken, My Love!. Na tomto albu se přesunul od hip hopu k R&B s výraznými prvky soulu a funku. Album bylo vydáno dne 2. prosince, kdy ho Glover nahrál také na svůj kanál na YouTube. V první týden prodeje se v USA prodalo 72 000 ks (101 000 ks po započítání streamů). Album tím debutovalo na 5. příčce žebříčku Billboard 200. V červnu 2017 album obdrželo certifikaci zlatá deska v USA a Kanadě. Z alba pochází úspěšný singl "Redbone" (12. příčka v Billboard Hot 100, 4x platinový singl v USA, 3x platinový singl v Kanadě). Obsah alba byl během 60. ročníku cen Grammy nominován na pět cen, včetně nahrávky roku (za píseň "Redbone") a alba roku (Awaken, My Love!).
V květnu 2018 byl hlavním hostem dílu pořadu Saturday Night Live, ve kterém debutoval singl "This Is America". Píseň byla doprovázena kryptickým videoklipem, který za první dva týdny na Youtube zhlédlo 150 milionů osob. Videoklip natočil režisér Hiro Murai, se kterým Glover spolupracuje na svém seriálu Atlanta. Singl debutoval na 1. příčce žebříčku Billboard Hot 100 a obdržel platinovou certifikaci. Na 61. předávání hudebních cen Grammy obdržel za píseň "This Is America" čtyři ceny - píseň roku, skladba roku, videoklip roku a nejlepší rap/zpěv počin. Úspěchem v hlavních kategoriích se stal prvním rapperem, který získal cenu za píseň roku.
V červenci 2018 vydal EP Summer Pack, které tvořily písně "Summertime Magic" (44. příčka) a "Feels Like Summer" (54. příčka). V březnu 2020 zveřijnil své čtvrté studiové album s názvem 3.15.20. Na albu byl znovu vydán singl "Feels Like Summer", tentokrát pod názvem "42.26". Skladby jsou pojmenovány časem, ve kterém začnou na albu hrát – vyjma písní "Algorhythm" a "Time". Jde o jeho první album u RCA Records. Glover album v době vydání nepovažoval za dokončené. Debutovalo na 13. příčce žebříčku Billboard 200. Finální verzi alba vydal v reedici nazvané Atavista v květnu 2024.
V červenci 2024 vydal své páté a údajně poslední studiové album Bando Stone & the New World. Šlo současně o soundtrack ke stejnojmennému filmu. Na albu Glover experimentoval a uvedl, že ho pojímal jako velké rozloučení s jeho alteregem Childish Gambinem. Projekt uváděl singl „Lithonia“ (97. příčka)

### Herecká a scenáristická kariéra
V letech 2006 až 2012 působil jako scenárista seriálu Studio 30 Rock. V letech 2009 až 2014 hrál jednu z hlavních rolí v seriálu Zpátky do školy.
V roce 2015 hrál ve filmu Marťan. V červnu 2016 získal roli ve filmu Spider-Man: Homecoming. Od září 2016 vysílá televizní stanice FX jeho autorský seriál Atlanta. Seriál Atlanta získal v lednu 2017 dva Zlaté glóby, a to za nejlepší komediální seriál a za nejlepšího herce v komediálním seriálu (Glover).
V říjnu 2016 získal roli mladého Landa Calrissiana ve filmu Solo: Star Wars Story ze série Star Wars, který vstoupil do kin v květnu 2018. Současně získal hlavní roli v hudebním filmu Lví král, ve kterém namluvil Simbu. Film byl uveden do kin v roce 2019.
V roce 2021 získal roli pana Smithe v seriálové adaptaci filmu Mr. & Mrs. Smith, stejnojmenný seriál měl mít premiéru v roce 2022 na Amazon Prime, ale nakonec byl odložen na rok 2024. V březnu 2023 měla na Amazon Prime premiéru jeho satirická minisérie Swarm, kterou stvořil se scenáristkou Janine Nabers. Glover také režíroval první epizodu.
V roce 2023 potvrdil, že by měl hrát ve filmu k dřívějšímu seriálu Zpátky do školy, který se začne natáčet v roce 2024. V červenci 2023 bylo oznámeno, že on a jeho bratr Stephen budou hlavními scenáristy seriálu Lando ze světa Star Wars.
Roku 2024 znovu daboval postavu Simby ve filmu Mufasa: Lví král. Současně režíroval snímek Bando Stone & The New World, ve kterém hrál hlavní roli a pro který nahrál soundtrack.

## Diskografie

### Studiová alba
| Rok  | Album                                                                            | Nejvyšší umístění v hitparádě | Nejvyšší umístění v hitparádě | Nejvyšší umístění v hitparádě | Nejvyšší umístění v hitparádě | Nejvyšší umístění v hitparádě | Prodej         | Certifikace                           |
| Rok  | Album                                                                            | US 200                        | US Hip-Hop                    | US Rap                        | CAN                           | UK                            | Prodej         | Certifikace                           |
| ---- | -------------------------------------------------------------------------------- | ----------------------------- | ----------------------------- | ----------------------------- | ----------------------------- | ----------------------------- | -------------- | ------------------------------------- |
| 2011 | Camp - Vydáno: 15. listopadu 2011 - Vydavatel: Glassnote                         | 11                            | 2                             | 2                             | 22                            | —                             | US: 243 000 ks | US: /                                 |
| 2013 | Because the Internet - Vydáno: 10. prosince 2013 - Vydavatel: Glassnote, Island  | 7                             | 3                             | 1                             | 12                            | 107                           | US: 525 000 ks | US: zlatá UK: stříbrná                |
| 2016 | Awaken, My Love! - Vydáno: 2. prosince 2016 - Vydavatel: Glassnote               | 5                             | 2                             | —                             | 7                             | 34                            | US: 101 000 ks | US: platinová CAN: zlatá UK: stříbrná |
| 2020 | 3.15.20 - Vydáno: 22. března 2020 - Vydavatel: RCA Records                       | 13                            | 8                             | —                             | 17                            | 20                            |                |                                       |
| 2024 | Bando Stone & the New World - Vydáno: 19. července 2024 - Vydavatel: RCA Records | 16                            | 2                             | —                             | 17                            | 33                            |                |                                       |

### EP
| Rok  | Album                                                                                              | Nejvyšší umístění v hitparádě | Nejvyšší umístění v hitparádě | Nejvyšší umístění v hitparádě | Certifikace |
| Rok  | Album                                                                                              | US 200                        | US Hip-Hop                    | US Rap                        | Certifikace |
| ---- | -------------------------------------------------------------------------------------------------- | ----------------------------- | ----------------------------- | ----------------------------- | ----------- |
| 2011 | EP - Vydáno: 8. března 2011 - Vydavatel: Glassnote                                                 | —                             | —                             | —                             | US: /       |
| 2014 | Kauai - Vydáno: 3. října 2014 - Vydavatel: Glassnote                                               | 18                            | 2                             | 1                             | US: /       |
| 2018 | Summer Pack - Vydáno: 11. července 2018 - Vydavatel: Wolf+Rothstein, Liberator Music a RCA Records | —                             | —                             | —                             | US: /       |

### Mixtape
- 2008 - Sick Boi
- 2009 - Poindexter
- 2010 - Culdesac
- 2010 - I Am Just a Rapper
- 2010 - I Am Just a Rapper 2
- 2012 - R O Y A L T Y
- 2014 - STN MTN

## Filmografie
| Rok  | Název                                                       | Role                                  | Poznámky                      |
| ---- | ----------------------------------------------------------- | ------------------------------------- | ----------------------------- |
| 2006 | Channel 101                                                 | Různá                                 | Televizní film                |
| 2009 | Mystery Team                                                | Jason Rodgers                         |                               |
| 2010 | Robot Chicken: Star Wars Episode III                        | Stormtrooper Scout Trooper Mace Windu | Pouze hlas televizní film     |
| 2011 | Mupeti                                                      | Junior CDE Executive                  | Cameo                         |
| 2013 | The To Do List                                              | Adam                                  | Kompletní role                |
| 2013 | Clapping for the Wrong Reasons                              | The Boy                               | Producent krátkometrážní film |
| 2014 | Alexander and the Terrible, Horrible, No Good, Very Bad Day | Greg                                  |                               |
| 2015 | Lazarus                                                     | Niko                                  |                               |
| 2015 | Bez kalhot XXL                                              | Andre                                 |                               |
| 2015 | Marťan                                                      | Rich Purnell                          |                               |
| 2017 | Spider-Man: Homecoming                                      | Aaron Davis                           |                               |
| 2018 | Solo: Star Wars Story                                       | Lando Calrissian                      |                               |
| 2019 | Lví král                                                    | Simba                                 |                               |
| 2019 | Guava Island                                                | Deni Maroon                           |                               |
| 2023 | Spider-Man: Napříč paralelními světy                        | Aaron Davis / Prowler                 | live-action cameo             |
| 2024 | Mufasa: Lví král                                            | Simba                                 |                               |
| 2024 | Bando Stone & The New World                                 | Bando Stone                           |                               |

| Rok             | Název                         | Role                                                      | Poznámky                                                    |
| --------------- | ----------------------------- | --------------------------------------------------------- | ----------------------------------------------------------- |
| 2005            | Late Night with Conan O'Brien | Kriminálník                                               | 1 epizoda                                                   |
| 2006–2008, 2012 | Studio 30 Rock                | Homosexuální dítě Producent Mladý P.A. Mladý Tracy Jordan | Scenárista Cameo ve 3 epizodách Hostující herec v 1 epizodě |
| 2007            | Bronx World Travelers         | Scoopy Brown                                              | 3 epizody                                                   |
| 2007            | Human Giant                   | Vysokoškolský student                                     | 1 epizoda                                                   |
| 2009–2014       | Zpátky do školy               | Troy Barnes                                               | Hlavní role, 89 epizod                                      |
| 2010            | Comedy Central Presents       | Sám sebe                                                  | Stand-up speciál                                            |
| 2011            | Woodie Awards                 | Moderátor                                                 |                                                             |
| 2011            | Regular Show                  | Alpha-Dawg                                                | Epizoda: Rap It Up                                          |
| 2011            | Weirdo                        | Sám sebe                                                  | Stand-up speciál                                            |
| 2012            | The Playlist                  | Remix Victim - Eclectic Method                            | Epizoda: Instruments of Destruction                         |
| 2012            | Hip Hop Squares               | Childish Gambino                                          | Hostující hvězda                                            |
| 2013            | Girls                         | Sandy                                                     | 2 epizody                                                   |
| 2013            | Čas na dobrodružství          | Marshall Lee                                              | Pouze hlas, 2 epizody: Bad Little Boy; Guest Voice          |
| 2013            | Sezame, otevři se             | LMNOP                                                     | Pouze hlas, Epizoda: Figure It Out, Baby Figure It Out      |
| 2015            | Ultimate Spider-Man           | Miles Morales/Spider-Man                                  | Pouze hlas (3. série)                                       |
| 2015            | China, IL                     | William "Transfer Billy"                                  | Pouze hlas (4 epizody)                                      |
| 2016–2022       | Atlanta                       | Earnest "Earn" Marks                                      | Hlavní role, scenárista, režisér, producent, tvůrce         |
| 2023–...        | Adventure Time: Fionna & Cake | Marshall Lee                                              | Pouze hlas (6 epizod)                                       |
| 2024            | Mr. & Mrs. Smith              | John Smith                                                | Hlavní role                                                 |